# Metgrundet
Metgrundet (finska: Onkiluoto) är en ö i Finland.   Den ligger i kommunen Helsingfors i den ekonomiska regionen  Helsingfors  och landskapet Nyland, i den södra delen av landet, 11 km öster om huvudstaden Helsingfors.
Terrängen på Metgrundet är varierad. Öns högsta punkt är 6 meter över havet.